# Église Saint-Jean de Hoksem
L'église Saint-Jean (Sint-Janskerk en néerlandais) est une église de style roman et gothique située à Hoksem, section de la commune belge de Hoegaarden, dans la province du Brabant flamand.

## Historique
La tour romane date du XIIe siècle et a été renforcée plus tard par des contreforts et dotée probablement au XVIIe siècle d'une porte axiale aujourd'hui disparue et remplacée par un oculus,.
Le chœur a été construit au milieu du XIVe siècle et les croisillons du transept ont été ajoutés aux XVIe et XVIIe siècles,.
La sacristie date de la fin du XVIe siècle ou du début du XVIIe siècle,.

## Statut patrimonial
L'église est classée comme monument historique depuis le 25 mars 1938 sous la référence 1313 et figure à l'inventaire du patrimoine immobilier de la Région flamande sous la référence 43553.

## Architecture

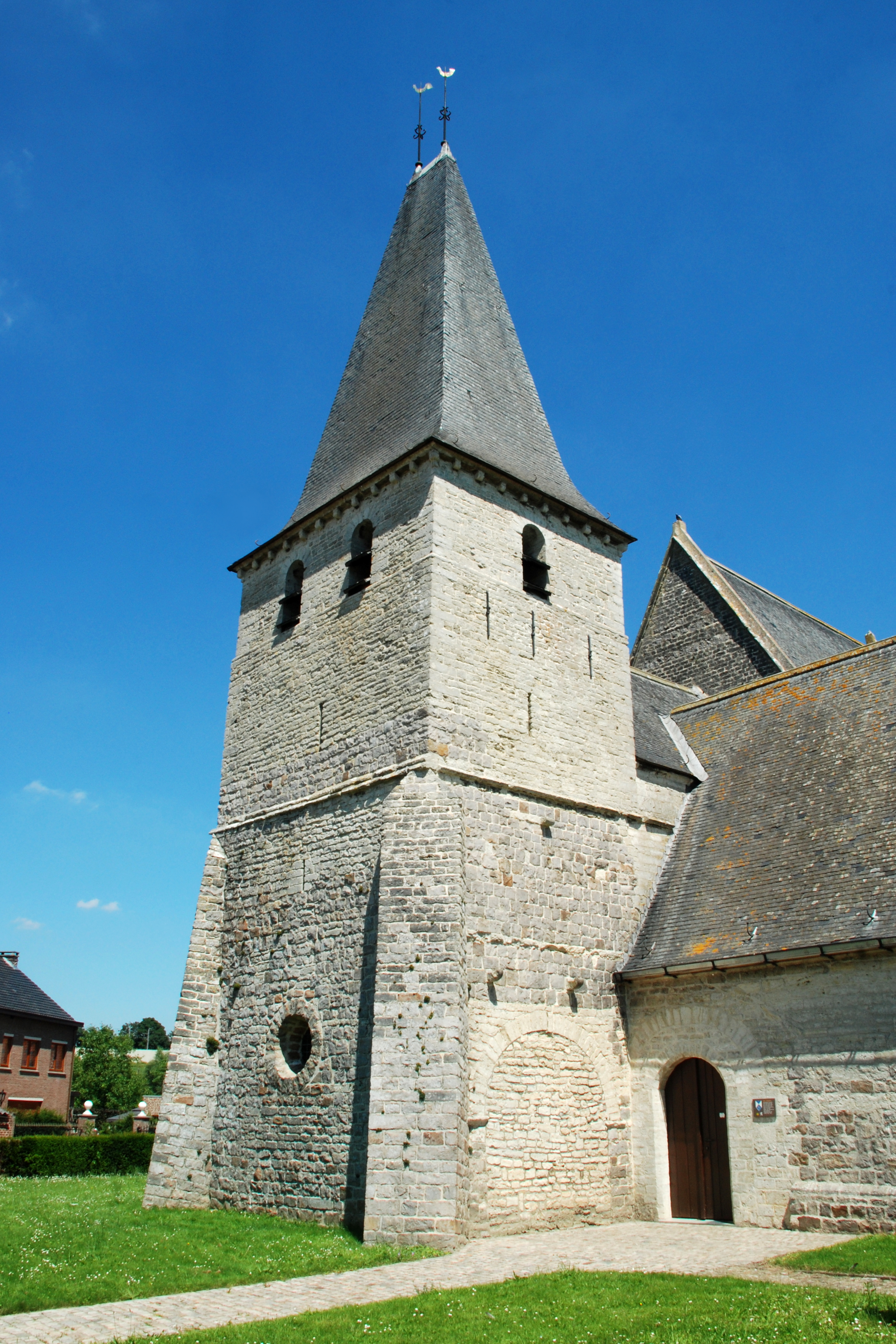
La tour.
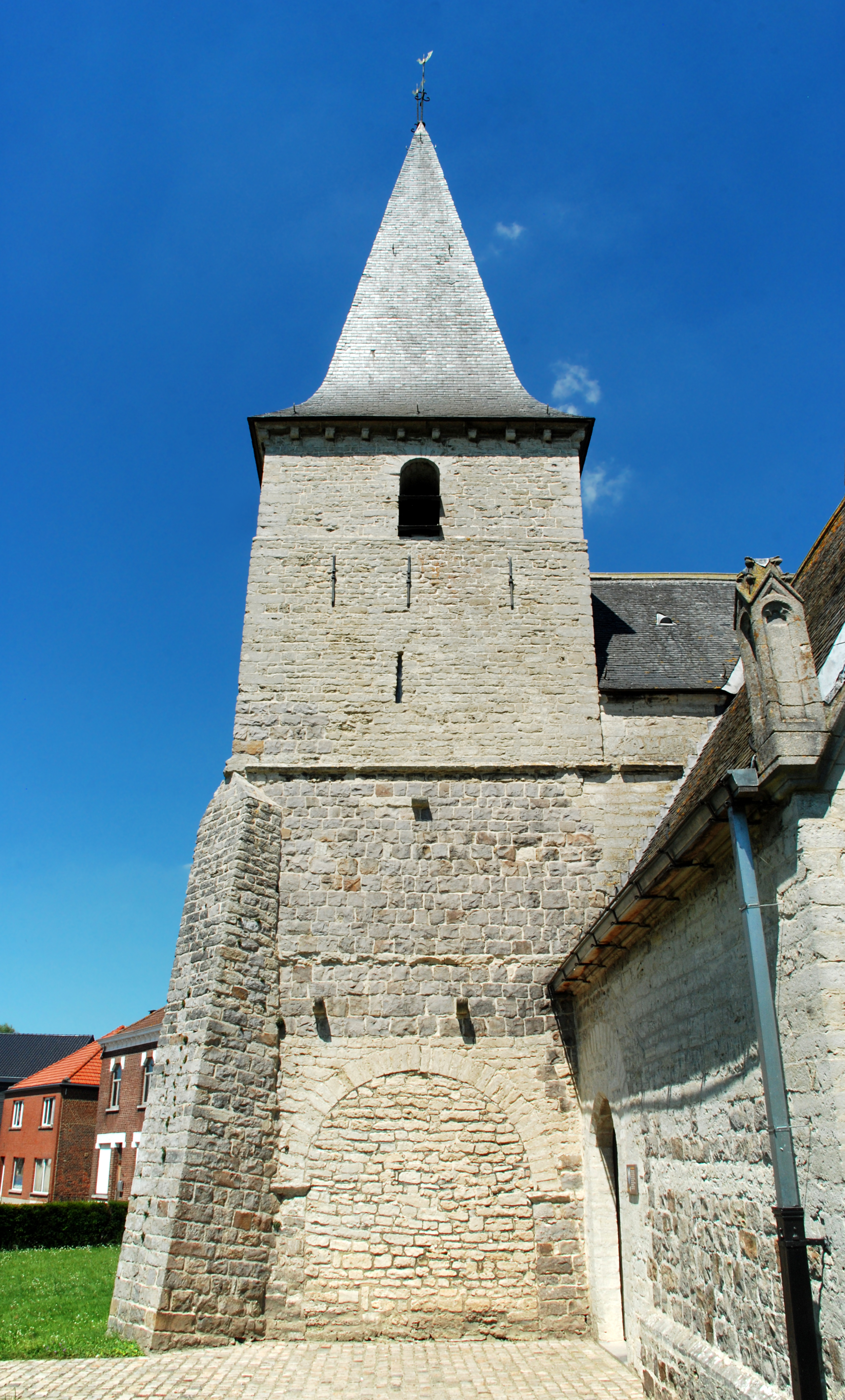
le côté de la tour.
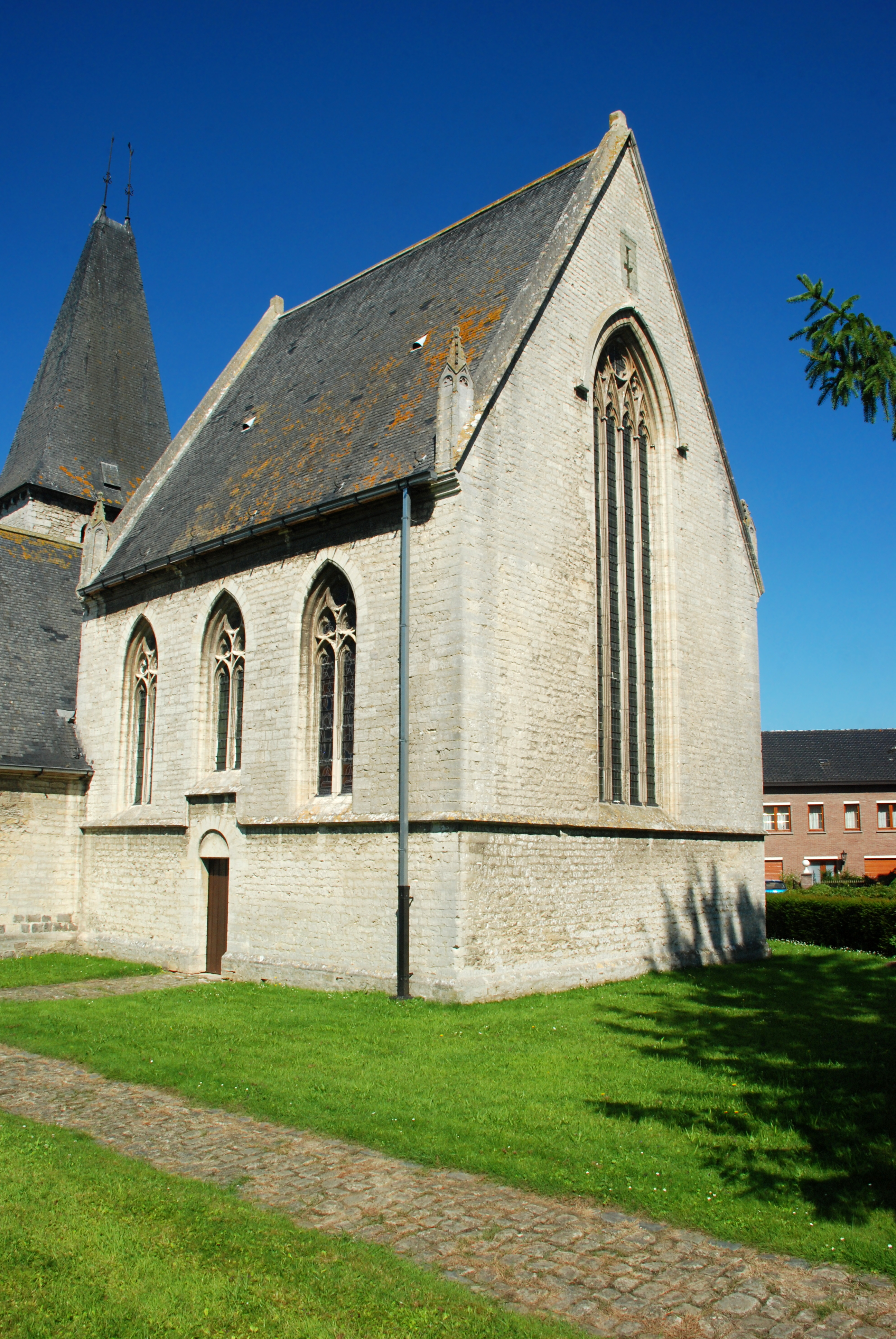
Le chevet.
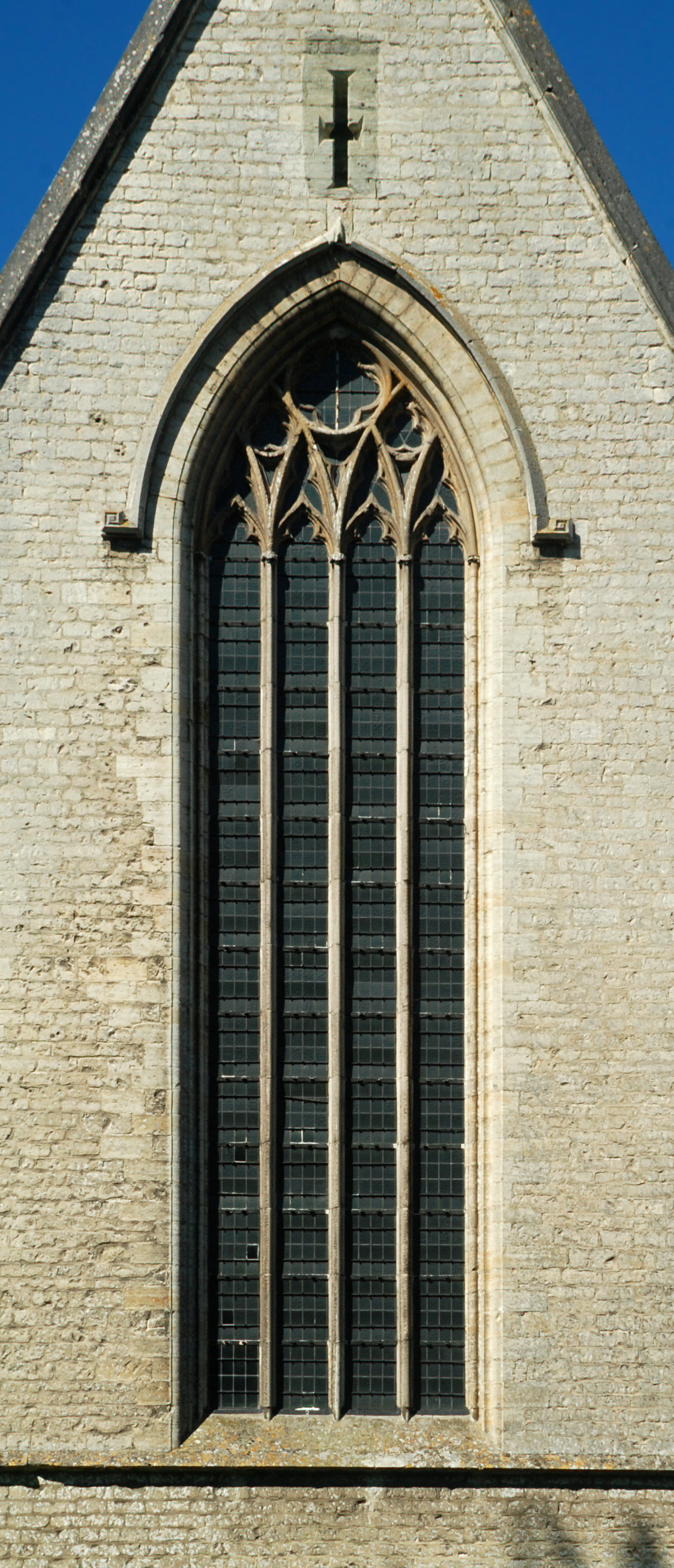
Fenêtre ogivale du chevet.